# 제주 하도리 철새도래지
제주 하도리 철새도래지는 제주특별자치도 제주시 구좌읍 하도리 53-2및 일대에 위치한다.
「제주특별자치도 및 국제자유도시 특별법」에 의한 특별보호구역으로 지정되어 있다.
여름철새는 번식지가 한반도이며 추워지는 가을부터 월동을 위해  중국이나  캄보디아, 베트남등으로 이동했다 다시 우리나라로 돌아오는 새이며,겨울철새는 번식지가 추운 북쪽에 위치한 시베리아나 만주벌판 등인 새들이다.  월동이나 먹이 그리고 짝짓기등의 이유로 남쪽으로 이동했다가, 봄이 되면 자신들의 번식지로 되돌아가는 철새들이다. 이러한 철새들에게 있어 제주 하도리는 중요한 철새도래지이다. 이곳은 염습지인데 주변에서 용천수가 염습지안으로 흘러들어와 담수와 해수가 교차하면서 풍부한 먹이감과 서식지를 제공한다. 면적은 약 77만m2이며 평균 수심은 약 40cm이다.
통과철새(나그네새)들에게 있어서도 하도리 철새도래지는 도요새등 나그네새의 중간 정거장으로서 중요한 역할을 한다.
제주 하도리 철새도래지의  "하도철새탐조대"에는 철새들을 관찰할 수 있는 사진자료와 안내문 및 망원경도 구비되어 있다.
또한 하도리 창흥동 습지 남쪽으로는 넓은 갈대밭이 있어 철새들의 은신처 및 번식지를 제공한다. 매년 30종에 이르는 3000~5000여 마리의 철새가 날아오는데, 오리류, 물떼새류, 도요새류, 기러기류, 논병아리류, 가마우지류, 아비류등의 철새가 모여든다.

## 철새
알락오리, 가마우지, 흰뺨검둥오리, 고방오리, 쇠오리, 백로, 쇠기러기, 댕기물떼새, 개꿩 등의 철새들뿐만 아니라 천연기념물인 저어새와 노랑부리저어새, 고니, 매들도 도래한다.

## 제주의 철새도래지
구좌읍 하도리 ,  성산읍 오조리, 서귀포시 강정항 해안,한경면 용수리, 애월읍 수산리등이 있다.

## 같이 보기
- 한국의 겨울철새
- 한국의 나그네새
- 한국의 여름철새

## 참고
- (한국야생조류보호협회)http://www.kwildbird.com/bbs/group.php?gr_id=menu_2
- (강희만의 새이야기 45-조류의 천국 제주, 사계절 철새들의 낙원2005.12.30 한라일보)http://www.ihalla.com/read.php3?aid=1135868400193182104&spage=1
- (서산버드랜드-조류도감)https://web.archive.org/web/20171229172203/https://www.birdcenter.kr:444/index.php?MenuID=2